# Triptyque Galitzin

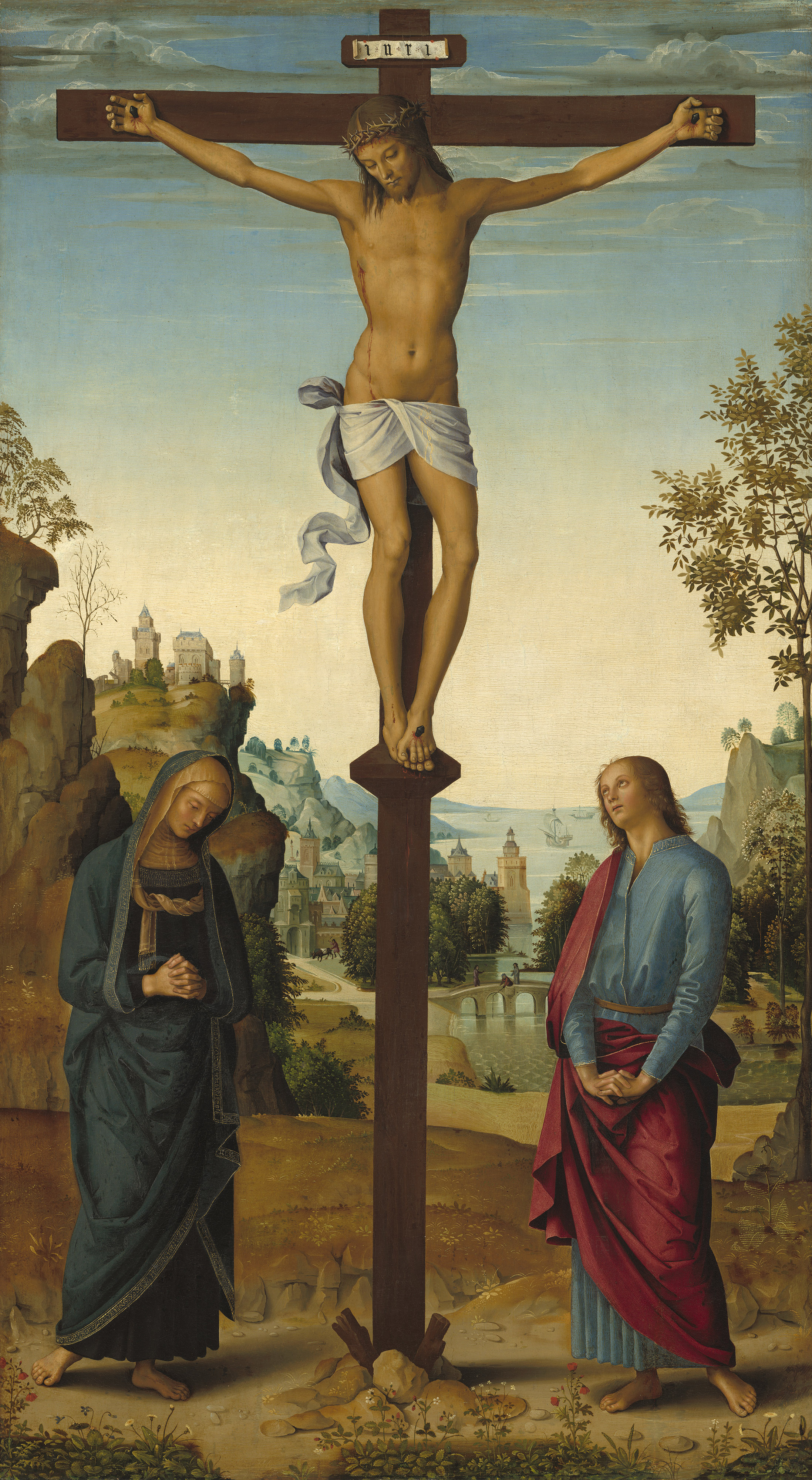
La Crucifixion du panneau central.

Le Triptyque Galitzin (en italien : Trittico Galitzin) est une peinture religieuse du Pérugin (101 × 56 cm pour le panneau central et 95 × 30 cm pour les latéraux), exécutée en 1485 environ, conservée à la  National Gallery of Art de Washington.

## Histoire
Le triptyque, qui a été probablement commandé par l'évêque de Cagli Bartolommeo Bartoli, provient d'une chapelle d'une église dominicaine  de San Gimignano, gérée par l'ordre des dominicains. En 1796 - 1797, à la suite des « suppressions napoléoniennes », le triptyque a été confisqué par les troupes françaises, puis acheté par un certain Buzzi, qui le vendit comme œuvre de Raphaël au prince Alexander Mikhailovich Galitzin, ambassadeur russe en poste à Rome. Son neveu, Mikhailovich Galitzin le transféra à Moscou où, en 1865, le triptyque fut exposé au Musée de peinture occidentale Galitzin avant d'être achetée en 1886, avec l'ensemble de la collection, par le musée de l'Ermitage de Saint-Pétersbourg sur les deniers du tsar. En avril 1931, le triptyque fait partie du lot de chefs-d'œuvre vendus secrètement par l'Union soviétique à trois galeries privées, pour le compte d'Andrew Mellon, dont la collection constitua en 1937, le noyau original du futur musée américain, la National Gallery of Art (Washington).

## Thème
Le thème du panneau central est celui de l'iconographie chrétienne de la Crucifixion, amenant le Christ à sa mort au terme de sa Passion ; c'est également, dans la représentation populaire, une des stations du Chemin de Croix.

## Description
La scène représente le Christ sur la Croix au centre, à ses pieds se trouve Marie, sur la gauche, toute de bleu vêtue, priant la tête penchée avec, symétriquement sur la droite, saint Jean apôtre, de bleu et de rouge vêtu, en contemplation du Christ. Le sommet de la Croix atteint le haut de la composition et son bras vertical emplit toute la hauteur du panneau, les têtes de Marie et Jean arrivant au niveau des pieds du Christ. Au sol on distingue en détail les pierres et les coins de bois servant à  bloquer le pied de  la Croix ;   diverses variétés de plantes complètent le bas du tableau en continuité sur les panneaux latéraux,
Dans les deux panneaux latéraux se trouvent, à gauche saint Jérôme, avec le lion, appuyé courbé sur un bâton, et à droite Marie-Madeleine en contemplation dans une pose identique à celle de Jean.
Sur les bords latéraux se trouvent deux éperons rocheux avec des frêles arbrisseaux feuillus, se dégradant et convergeant vers le centre où se trouvent une vallée, un cours d'eau, un pont en dos d'âne dont les arches se reflètent dans l'eau et deux pêcheurs, une ville dont les fortifications montent jusqu'à un sommet et, au fond, un port avec quelques embarcations au large. Le décor s'étale au lointain dans un ciel clair devenant plus bleu dans le lointain, comme le ciel qui va du blanc au bleu plus foncé vers le haut avec des nuages gris devenant sombres et menaçants au-dessus du Christ.
Tous les personnages sont pieds nus, et ils ne portent aucune auréole.

## Analyse
La composition est typiquement Renaissance par les continuités spatiale et perspective du paysage depuis le panneau central vers les latéraux,
La présence de saint Jérôme montre qu'il s'agit d'une méditation sur le thème de la Crucifixion et de la souffrance chrétienne plutôt qu'une représentation uniquement réaliste de l'évènement. L'attitude calme et sereine des personnages se reflète dans le paysage qui se déploie sans discontinuité entre tous les panneaux du triptyque.
L'œuvre répond à des critères de symétrie animés par les variantes rythmiques des poses des personnages.
Le paysage en arrière-plan est typique de l'artiste, avec des douces collines pointillées d'arbrisseaux se perdant au loin vers l'horizon donnant une impression de distance infinie.
Les effets atmosphériques du paysage dérivent de la connaissance des modèles flamands comme le Triptyque Portinari de Hugo van der Goes.

## Sources
- (it) Cet article est partiellement ou en totalité issu de l’article de Wikipédia en italien intitulé « Trittico Galitzin » (voir la liste des auteurs).